# Теренкольский район
Теренкольский район (до 4 августа 2018 года — Качирский район) (каз. Тереңкөл ауданы) — район Павлодарской области. Образован в 1963 году. Площадь — 6,8 тыс. км².
Административный центр — село Теренколь.

## Физико-географическая характеристика

### Географическое положение
На северо-западе граничит с Железинским районом, на северо-востоке — с Карасукским районом Новосибирской области, на востоке — с Успенским районом, на юге и юго-востоке — с Павлодарским районом. На западе естественной границей района является река Иртыш.
По территории района проходят автомобильные дороги Павлодар—Омск, Теренколь—Купино.

### Климат
Климат резко континентальный. Средняя температура января — −18º-19ºС., июля — +20º+21ºС. Годовое количество атмосферных осадков составляет 250—300 мм.

### Рельеф и гидрография
Территория района расположена на стыке Барабинской низменности и Кулундинской степи.
Рельеф равнинный. Почвы каштановые, супесчаные. По территории района на протяжении 50 км протекает река Иртыш, имеется много мелких озёр.
Из полезных ископаемых имеются месторождения глауберовой и поваренной соли и глины для выделки кирпича, черепицы. Запасы глин неограниченны.

### Флора и фауна
Растут ковыль, типчак, полынь, тальник, осина. В пойме Иртыша встречается сосна.
Обитают: волк, корсак, лисица, заяц; водятся утка, гусь, лебедь. В пресноводных озёрах — карась, окунь, плотва, щука.

## Население

### Этнический состав
Максимо-Горьковский (позже Качирский) район Павлодарской области, 1939 г.
| Национальность / район (населенный пункт)                                              | Численность     | Численность    | Численность |
| Национальность / район (населенный пункт)                                              | весь район      | с. Качиры (рц) | прочие села |
| Всего                                                                                  | 24.385          | 3.346          | 21.039      |
| Русские                                                                                | 10.656 (43,70%) | 2.272          | 8.384       |
| Казахи                                                                                 | 7.241 (29,69%)  | 615            | 6.626       |
| Украинцы                                                                               | 5.309 (21,77%)  | 327            | 4.982       |
| Белорусы                                                                               | 143             | 18             | 125         |
| Татары                                                                                 | 180             | 38             | 142         |
| Немцы                                                                                  | 121             | 13             | 108         |
| Прочие (для областей, где население распределено ТОЛЬКО по НЕСКОЛЬКИМ национальностям) | 735             | 63             | 672         |

Национальный состав (на начало 2019 года):
- русские — 8827 чел. (43,75 %)
- казахи — 7959 чел. (39,45 %)
- украинцы — 1059 чел. (5,25 %)
- немцы — 1615 чел. (8,00 %)
- белорусы — 163 чел. (0,81 %)
- татары — 165 чел. (0,82 %)
- другие — 388 чел. (1,92 %)
- Всего — 20 176 чел. (100,00 %)

### Динамика численности
Численность населения в 1999 году — 31,7 тыс. человек, в 2012 году — 21,291 тыс. человек.
Средняя плотность населения в 1999 году — 4,66 чел./км², в 2012 году — 3,13 чел./км².

## История
17 января 1928 года образован Фёдоровский район, который 23 июня 1928 года переименован в Максимо-Горьковский район. Качирский район образован Указом Президиума Верховного Совета Казахской ССР от 2 января 1963 года в результате ликвидации Максимо-Горьковского района и передачи его территории в состав Качирского. Указом президента РК от 4 августа 2018 года № 724 Качирский район переименован в Теренкольский.

## Административно-территориальное деление
На территории района 14 сельских округов: Байконысский, Береговой, Берёзовский, Бобровский, Верненский, Воскресенский, Жанакурлысский, Ивановский, Калиновский, Коммунарский, Октябрьский, Песчанский, Теренкольский, Фёдоровский.
1. Байконысский сельский округ
2. Береговой сельский округ
3. Берёзовский сельский округ
4. Бобровский сельский округ
5. Верненский сельский округ
6. Воскресенский сельский округ
7. Жанакурлысский сельский округ
8. Ивановский сельский округ
9. Калиновский сельский округ
10. Коммунарский сельский округ
11. Октябрьский сельский округ
12. Песчанский сельский округ
13. Теренкольский сельский округ
14. Фёдоровский сельский округ

## Экономика

### Промышленность
Имеются ремонтно-механический, масло и хлебозаводы, комбинаты строительных материалов и конструкций, бытового обслуживания, деревообрабатывающий, строительный и автотранспортное предприятия, типография.

### Сельское хозяйство
Сельскохозяйственная специализация района: молочное и мясо-молочное животноводство, зерновое хозяйство. Выращивается пшеница, просо, гречиха, подсолнечник, производится мелкое кожсырьё.
В районе имеется 15 сельскохозяйственных и 145 крестьянских хозяйств, 7863 личных подворья; 41 объект переработки: 12 мини-мельниц, 3 макаронных цеха, 12 мини-пекарен, 1 цех по переработке молока, 10 цехов по производству подсолнечного масла.

## Социальная сфера

### Образование и наука
В 2012 учебном году в районе функционирует 31 общеобразовательная школа, 3 дошкольных учреждения и 2 профессиональные школы.

### Здравоохранение
Район обслуживает Качирская центральная районная больница, главный врач Тургульдинов Амркан Айдарканович

### Культура
С 1934 года издаётся районная газета «Заря».
В районе находятся недвижимые памятники культуры и истории:
- Бюст А. Н. Елгина, Героя Советского Союза 1964 г., с. Качиры
- Дом А. Н. Елгина	кон. XIX в., с. Качиры
- Памятник трудовой славы, трактор ДТ-54 на постаменте, автомашина ГАЗ-АА 1979 г., с. Березовка